# De to Hjem paa Nørrebro
De to Hjem paa Nørrebro eller To Skæbner er en dansk stum dramafilm fra 1911 produceret af Nordisk Films Kompagni og instrueret af Holger Rasmussen.
Filmen havde dansk premiere den 2. januar 1911 i Løvebiografen. Den blev i tysktalende lande distribueret under titlen Bestimmungen des Lebens, i engelsketalende lande som As a Man Soweth.

## Handling
To familier bor dør om dør. Hver familie har en ung mand, der konfirmeres samme dag, hvilket i det ene hjem fejres med fest og alkohol og med en kop chokolade og salmelæsning i det andet. De to unge mænd vokser op; den ene drikfældig og doven, og den anden flittig og arbejdsom. Den flittige ender som succesfuld ingeniør, den anden i fængsel.

## Medvirkende
- Lauritz Olsen
- Julie Henriksen
- Ella la Cour
- Holger Pedersen (Gissemand)
- Ingeborg Rasmussen
- Petrine Sonne